# Krimml
Krimml je občina v okrožju Zell am See v zvezni deželi Salzburg, Avstrija, v regiji Pinzgau.

## Geografija
Krimml leži ob reki Salzach, na jugozahodnem robu zgornjega (zahodnega) območja Pinzgaua blizu meje s Tirolsko. Leži približno 54 km zahodno od mesta Mittersilla in 54 km od okrožnega glavnega mesta Zell am See. Središčno območje naselja je na nadmorski višini 1067 m.
Na zahodu cesta preko prelaza Gerlos vodi skozi Wald im Pinzgau v tirolsko dolino Zillertal. Na jugu dolina 'Krimmler Achetal  s svojimi razširjenimi gorskimi pašniki vodi do vrha Dreiherrnspitze na 3499 m, ki je del skupine Venediger v Visokih Turah. Bližnja pot čez prelaz Birnlücke vodi čez alpski greben v Tauferer Ahrntal na Južnem Tirolskem (Italija).
Krimml je znan po Krimmlskih slapovih, ki so priljubljena turistična točka. S skupnim padcem približno 380 m so ti slapovi med najvišjimi v Evropi. Prav tako je izvir reke Salzach severno od Krimmla, na nadmorski višini 2300 m.
Podtip podnebne klasifikacije Köppen za podnebje Krimml je "Dfb" (toplo poletno celinsko podnebje). 

## Zgodovina
Medtem ko arheološke najdbe označujejo naselje na tem območju v zgodnji bronasti dobi in tudi v halštatski kulturi od 8. do 6. stoletja pred našim štetjem, je bil današnji Pinzgau od približno 200 pr. n. št. del keltskega kraljestva Noricum. Rimska cesta, vključena v Rimsko cesarstvo od 15. stoletja pred našim štetjem, je vodila ob potoku Krimmler Ache vse do grebena Alp. Po propadu cesarstva v 5. stoletju so območje v veliki meri germanizirali bavarski naseljenci.
Dvorec Chrvmbel je bil prvič omenjen v dokumentu iz leta 1228, ko so salzburški nadškofje odkupili zgornjo regijo Pinzgau. Župnijska cerkev se omenja leta 1244. Takrat je bil Krimml strateško pomemben kot postajališče na poti, ki je Salzburg povezovala z Ahrntal in okrožjem Tirolske.
Tako kot v mnogih salzburških deželah, kjer se je razširila protestantska reformacija, so tudi kmetje na območju Krimmla izvajali protireformacijske ukrepe, ki so jih sprejeli knezo-nadškofi in več protestantskih družin je bilo izgnanih. Po sekularizaciji nadškofije so nekdanja cerkvena posestva leta 1815 dokončno prešla v Avstrijsko cesarstvo. 
Alpski turizem je od konca 19. stoletja naprej postopoma postal pomemben gospodarski dejavnik.
Leta 1967 so Krimmlski slapovi prejeli evropsko diplomo za zavarovana območja, z ustanovitvijo Narodnega parka Visoke Ture pa je Krimml leta 1981 postal del skupnosti narodnih parkov.